# Food Addicts In Recovery Anonymous
Food Addicts in Recovery Anonymous (FA) oder auch Anonyme Esssüchtige in Genesung ist eine Selbsthilfeorganisation für Menschen, die Essanfälle haben, bulimisch oder magersüchtig sind, Probleme mit ihrem Gewicht haben oder unter anderen Zwängen leiden, die mit Essen und/oder Gewicht in Zusammenhang stehen (Essstörungen).
Die Vereinigung hat das Zwölf-Schritte-Programm der Anonymen Alkoholiker übernommen und wendet es auf die Suchtproblematik rund um Essen und Gewicht an.
FA wurde am 31. Mai 1998 in Boston, Massachusetts, USA gegründet. Es gibt auch Treffen in Deutschland.